# 2-ピロリドン
2-ピロリドン（または2-ピロリジノン、γ-ブチロラクタム）は、5員環ラクタム構造を持つ有機化合物。水、エタノール、酢酸エチル、ジエチルエーテル、クロロホルム、二硫化炭素、ベンゼンなど多くの溶媒と互いに混合し、工業用溶媒として用いられる。またポリビニルピロリドンなど高分子化合物の中間体として用いられる。

## 製造者
日本ー三菱ケミカル株式会社
中国ー博愛新開源製薬股份有限公司